# Адамава (регион Камеруна)
Адамава (англ. Adamawa Region, фр. Région de l’Adamaoua) — регион в центральной части Камеруна. Граничит с Северным, Центральным, Восточным, Западным и Северо-Западным регионами Камеруна, Нигерией и ЦАР.

## География
Этот гористый район служит естественным барьером между лесистым югом страны и севером, покрытым саваннами. Площадь составляет 63 701 км² (четвёртый в стране). Для региона характерен неровный рельеф и низкая плотность населения, специализирующегося главным образом на разведении крупного рогатого скота.

## Население
Главная этническая группа — мусульмане фульбе.

## Административное деление
Регион делится на 5 департаментов:
| Карта | Карта      | Название департамента | Оригинальное название (фр. ) | Площадь (км²)      | Адм. центр             |
| ----- | ---------- | --------------------- | ---------------------------- | ------------------ | ---------------------- |
|       | __         | Вина                  | Vina                         | 17 196             | Нгаундере (Ngaoundéré) |
| __    | Джерем     | Djérem                | 13 283                       | Тибати (Tibati)    |                        |
| __    | Майо-Баньо | Mayo-Banyo            | 8520                         | Баньо (Banyo)      |                        |
| __    | Мбере      | Mbéré                 | 14 267                       | Меганга (Meiganga) |                        |
| __    | Фаро и Део | Faro-et-Déo           | 10 435                       | Тигнер (Tignère)   |                        |
| Всего | Всего      | Всего                 | Всего                        | 63 701             |                        |

## Галерея

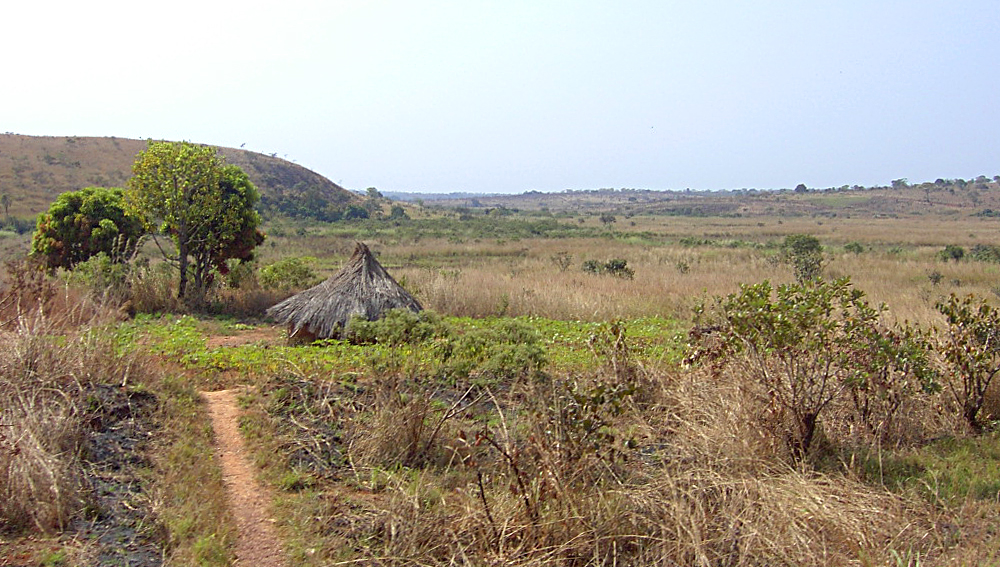
Типичная местность региона Адамава.
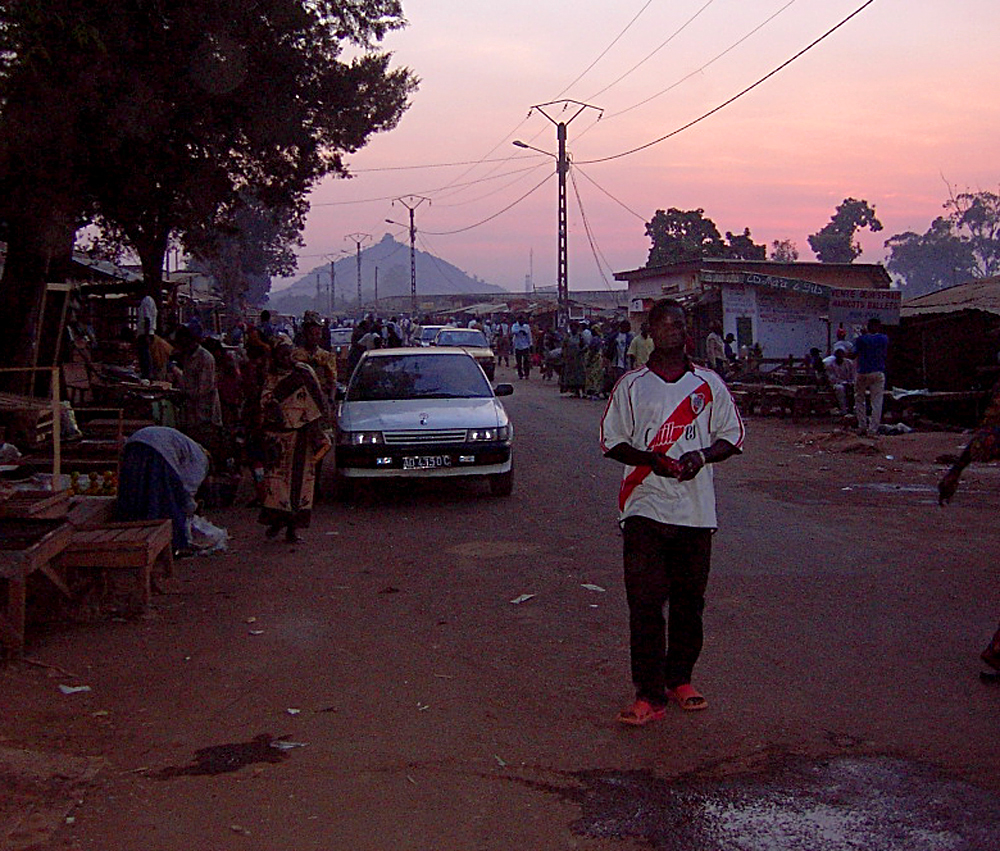
Город Нгаундере.
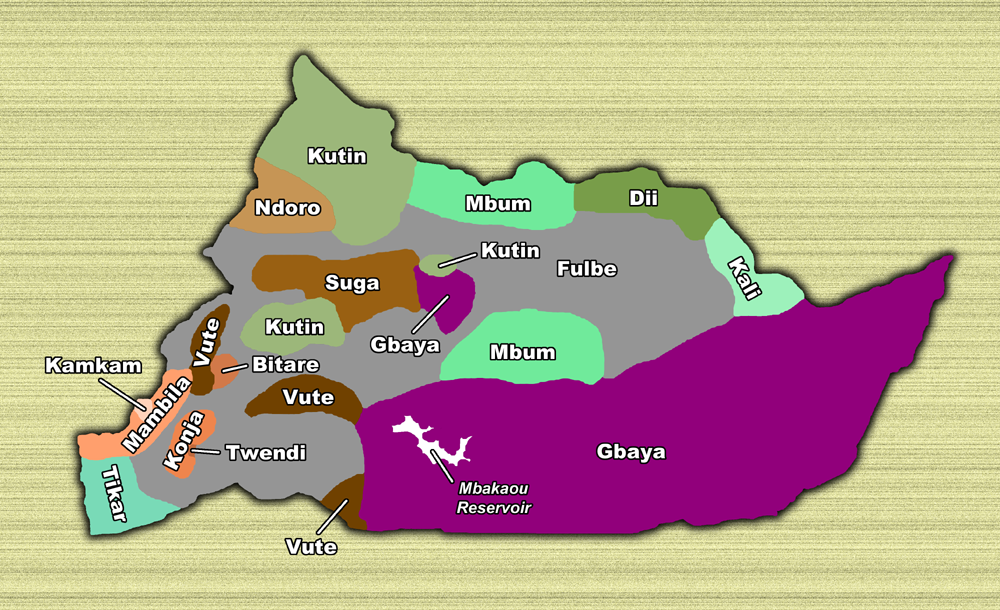
Географическое распределение этнических групп в регионе Адамава.